# Tahir
Tahir (arabisch طاهر) ist ein männlicher Vorname arabischer Herkunft mit der Bedeutung „echt“, „rein“, „keusch“, „streng“. Der Name kommt im arabischen und persischen Sprachraum, in der Türkei, in Aserbaidschan, Usbekistan und auf dem Balkan sowie in weiteren muslimisch geprägten Kulturen, z. B. in russischen Republiken Tatarstan, Baschkortostan, Dagestan usw. in der Form "Тагир" (Tagir), vor, und tritt auch als Familienname auf.

## Namensträger

### Vorname
- Tahir Cevik (Tachiles; * 1970), deutsch-türkischer Rapper
- Tahir Musa Ceylan (* 1956), türkischer Dichter, Autor und Philosoph
- Tahir Djide (1939–2009), indonesischer Badmintontrainer
- Tahir Elçi (1966–2015), kurdisch-türkischer Rechtsanwalt und Menschenrechtler
- Tahir Gülec (* 1993), deutscher Taekwondoin
- Tahir Karapınar (* 1967), türkischer Fußballspieler und -trainer
- Tahir Nejat Özyılmazel (Neco; * 1948), türkischer Popsänger und Schauspieler
- Tahir Yahya (1913–1986), irakischer General und Politiker

### Zwischenname
- Abū Tāhir al-Dschannābī (906–944), zweiter Führer der Qarmaten
- Mirza Tahir Ahmad (1928–2003), vierter Khalifat ul-Massih
- Mustafa Tahir Babaoğlu (* 1992), türkischer Fußballspieler
- Sayed Tahir Shah (* 1980), afghanischer Fußballnationalspieler

### Familienname
- Abdul Razaq Muhyiddin Hassan Tahir (* 1936), ghanaischer Diplomat
- Abdullah bin Tahir (um 798–um 844), Gouverneur von Chorasan
- Ahmed El-Tahir, sudanesischer Fußballspieler
- Aminuddin Zakwan Tahir (* 1994), bruneiischer Fußballspieler
- Amir Ajmal Tahir (* 1988), bruneiischer Fußballspieler
- Anas El-Tahir (* 1975), sudanesischer Fußballspieler
- Athar El-Tahir (* 1996), sudanesischer Fußballspieler
- Dato Sri Tahir (* 1952), indonesischer Unternehmer
- Faran Tahir (* 1963), pakistanisch-US-amerikanischer Schauspieler
- Farhad Tahir (* 1997), deutsch-pakistanischer Filmproduzent
- Hacène Tahir (* 1946), algerischer Fußballspieler
- Hardi Tahir (* 1985), irakischer Fußballspieler
- Haris Tahir (* 2000), pakistanischer Snookerspieler
- Kamel Tahir (* 1945), algerischer Fußballtorhüter
- Kemal Tahir (1910–1973), türkischer Schriftsteller und Übersetzer
- Krtini binti Mohd Tahir (* 1966), bruneiische Diplomatin
- Mousa El-Tahir, sudanesischer Fußballspieler
- Mudathir Karika El-Tahir (* 1988), sudanesischer Fußballspieler
- Muhammad Tahir-ul-Qadri (* 1951), pakistanischer Islamgelehrter
- Sabaa Tahir (* 1983), pakistanisch-amerikanische Autorin

## Bauwerke
- Tahir-Moschee (Koblenz) in Koblenz